# 固定給
固定給（こていきゅう）は、一定時間勤務すれば一定額の賃金が支払われるといった給料形態の一つ。
固定給制には、「時給制」「日給制」「週給制」「月給制」などがあり給料額が固定されている。そこに、残業手当てや通勤手当などの諸手当が上乗せされるのが一般的である。これに対して、業績や成果によって給料額が変動するものを変動給制（歩合制）と呼ぶ。また、固定給制と歩合制を併用する方式も存在し、歩合制に当たる部分を事業報酬、固定給制に当たる部分を給与所得とする業種もある（郵便貯金・簡易生命保険管理機構の保険外交員や、住宅販売業者の外交員と通常業務を兼務する者など）。